# モハマッド・モハマッド・シャバーン
モハマッド・モハマッド・シャバーン(1961年 - 2010年2月2日）は、チェチェン独立派テロリストであり、参謀総長でもあった。エジプト国籍。セイフ・イスラムの渾名（あだな）を有した。

## 経歴
1990年代初め、アフガニスタン内戦に参加し、スーダン、ソマリア、レバノン、グルジアを訪れた。
1992年、チェチェンに入り、ムスリム同胞団員としてロシア連邦軍と戦った。ジョハル・ドゥダエフと密接な関係を維持し、アミール・ハッターブと共に、北カフカーズにアル・カーイダのネットワークを組織した。
1996年〜1998年、慈善財団「Bonevolens Foundation International」のグローズヌイ支部長となり、テロリストの訓練センター「カフカーズ」を開設した。
第2次チェチェン戦争時、アスラン・マスハドフ大統領の宗教問題担当顧問となり、シャミール・バサエフの側近となった。その後、ドク・ウマロフにより独立派の参謀総長に任命され、テロ活動の計画を担当した。
2009年10月、ダゲスタン方面を担当していた「ムハマッド博士」が殺害された後、ウマロフより、ダゲスタンに派遣された。ロシア連邦保安庁（FSB）の主張によれば、グルジア特務機関の依頼によりロシアに対する破壊工作を行っていたとされる。
2010年2月2日2200頃、FSBダゲスタン局は、ダゲスタンのボトリフスキー地区で特殊作戦を行い、シャバーン他1人を殺害した。シャバーンは、エジプト当局により国際手配されていた。